# Der Kampf gegen die Ndrangheta-Mafia
Der Kampf gegen die Ndrangheta-Mafia (Originaltitel: Battling the ’Ndrangheta) ist ein französischer Dokumentarfilm von Clément Dudouet, über die ’Ndrangheta. Es handelt sich um eine Produktion von Ligne de Front in Zusammenarbeit mit Centre national du cinéma et de l’image animée.

## Handlung
Der Dokumentarfilm bietet einen Einblick in die weltweiten Machenschaften der kalabrischen Mafia, insbesondere ihren Stand als Marktführer im Kokainhandel, und führt uns von San Luca – dem Zentrum der ’Ndrangheta – über den Hafen Gioia Tauro, wo ein Großteil des Kokainimports stattfindet, nach Marina di Gioiosa Ionica, wo der mutmaßliche Clan-Chef Salvatore Aquino während einer Razzia verhaftet wird, nach Palmi, wo der Unternehmer Gaetano Saffioti dauerhaft unter polizeilichem Schutz steht, nach Brancaleone, wo sich der als Geldwaschanlage dienende Baukomplex namens Gioiello del Mare befindet, bis hin nach Croce Valanidi, wo sich ein konfisziertes Anwesen eines inhaftierten Paten befindet und nun als Sitz für eine Anti-Mafia-Organisation dient, die junge Leute von der Mafia fernhält.